# Chemin de fer d’Eecloo à Gand

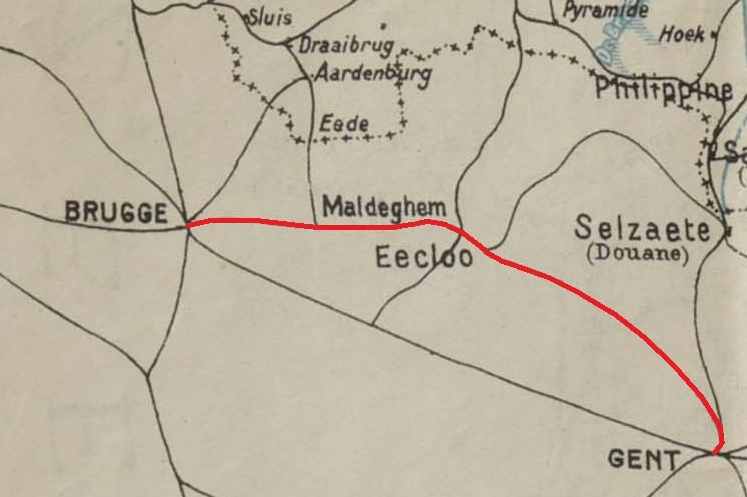
Streckenverlauf

Die Chemin de fer d’Eecloo à Gand (EG) war eine private belgische Eisenbahngesellschaft mit Sitz in Gent, die bis 1897 die rund 47 km lange Bahnstrecke in der Normalspurweite zwischen Gent und Brügge betrieb.

## Geschichte

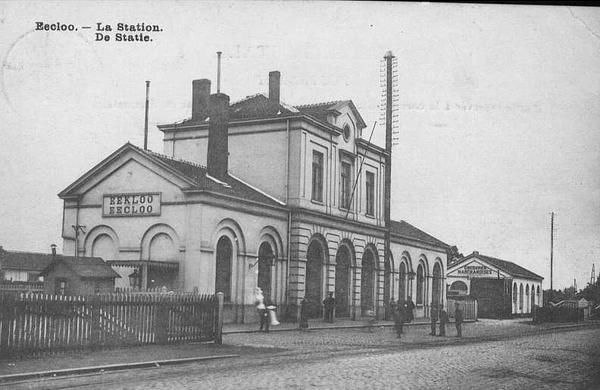
Bahnhof in Eecloo um 1900

1858 erhielt der Ingenieur Isidore Neelemans vom belgischen König Leopold I. eine Konzession für eine Bahnstrecke von Gent über Evergem, Sleidinge und Waarschoot nach Eecloo. Im August 1859 gründete er die Gesellschaft Chemin de fer d’Eecloo à Gand, die mit dem Bau der Strecke begann und diese am 25. Juni 1861 fertigstellte. Im gleichen Jahr erhielt Neelemans eine weitere Konzession für eine Strecke von Eecloo  über Maldeghem nach Brügge. Dafür gründete er die Gesellschaft Chemin de fer d’Eecloo à Bruges (EC). Diese Strecke wurde 1863 fertiggestellt. Ab 25. Oktober 1866 pachtete die EG die Bahnstrecke von der EC und betrieb die gesamte Strecke nun als Chemin de fer de Gand à Bruges par Eecloo oder Gand–Eecloo–Bruges (GEB). Von der 47,3 km langen Strecke waren nur rund 2 km doppelgleisig ausgeführt.
1897 wurde die Gesellschaft verstaatlicht und von den Belgischen Staatsbahnen (EB) übernommen. Die Bahnstrecke erhielt später von der EB-Nachfolgerin NMBS/SNCB die Bezeichnung Ligne 58 (Linie 58).

## Fahrzeuge
Am 1. Januar 1882 besaß die Gesellschaft sieben Dampflokomotiven, 39 Personenwagen, fünf Gepäckwagen und 80 Güterwagen. Bis 1889 kamen 17 Güterwagen hinzu.
Güterwagen waren braun gestrichen und hatten weiße Beschriftungen. Sie trugen das Eigentumsmerkmal „Gand Eecloo Bruges“ auf den Wagenseiten.